# Костёл Святой Анны (Вильнюс)
Костёл Святой Анны в Вильнюсе (лит. Šventos Onos bažnyčia, пол. kościół Świętej Anny) — католический храм, памятник готической архитектуры, одна из самых известных достопримечательностей Вильнюса. Располагается в Старом городе на улице Майронё (Maironio g. 8, в советское время улица Тесос). Освящён в честь святой праведной Анны, матери Девы Марии.
Храм, входящий в ансамбль костёла Святых Франциска Ассизского и Бернардина Сиенского и зданий бернардинского монастыря, является охраняемым государством объектом культурного наследия национального значения; код в Реестре культурных ценностей Литовской Республики 17308.

## История

Зигмунт Фогель. Костёл Святой Анны, 1806

Первые сведения о деревянном костёле Святой Анны датируются 1394 годом. Полагают, что каменный костёл был построен в 1495—1500 годах и освящён 22 мая 1501 года. Когда в 1502 году рухнул расположенный поблизости костёл бернардинцев, монахи проводили богослужения в костёле Святой Анны, но он оставался при этом приходским. Меценатом костёла был великий князь литовский Александр (1460—1506).
Имя создателя храма доподлинно неизвестно. Существует предположение, что им был архитектор Михаель Энкингер из Данцига, восстановивший в 1501—1507 годах ансамбль костёла и монастыря бернардинцев. Искусствовед Кристина Маковска оспаривает это предположение на том основании, что конструкции костёлов бернардинцев и Святой Анны слишком отличаются, чтобы быть созданиями одного и того же зодчего.
По гипотезе К. Маковской, костёл скорее всего построил архитектор Владислава Ягеллона Бенедикт Рейт, автор пражского Кафедрального собора и краковского Вавеля. Сохранились свидетельства о том, что Бенедикт Рейт был послан Владиславом в Вильну вместе с мастером Иаковом, имя которого написано на кирпичах церкви Святой Анны. Архитектор скончался между 1531 и 1534 годом. По заказу Владислава был написан его портрет, который ныне хранится в пражском Кафедральном соборе.
После пожара 1564 года храм пришёл в запустение. На средства Николай Радзивилл Чёрный его восстановили и заново освятили только в 1581 году; тогда здание приобрело вид, сохранившийся в основном до наших дней. В XVII веке рухнули своды здания. При ремонте переделкам подвергся главным образом интерьер: были оштукатурены стены, установлены три новых барочных алтаря.

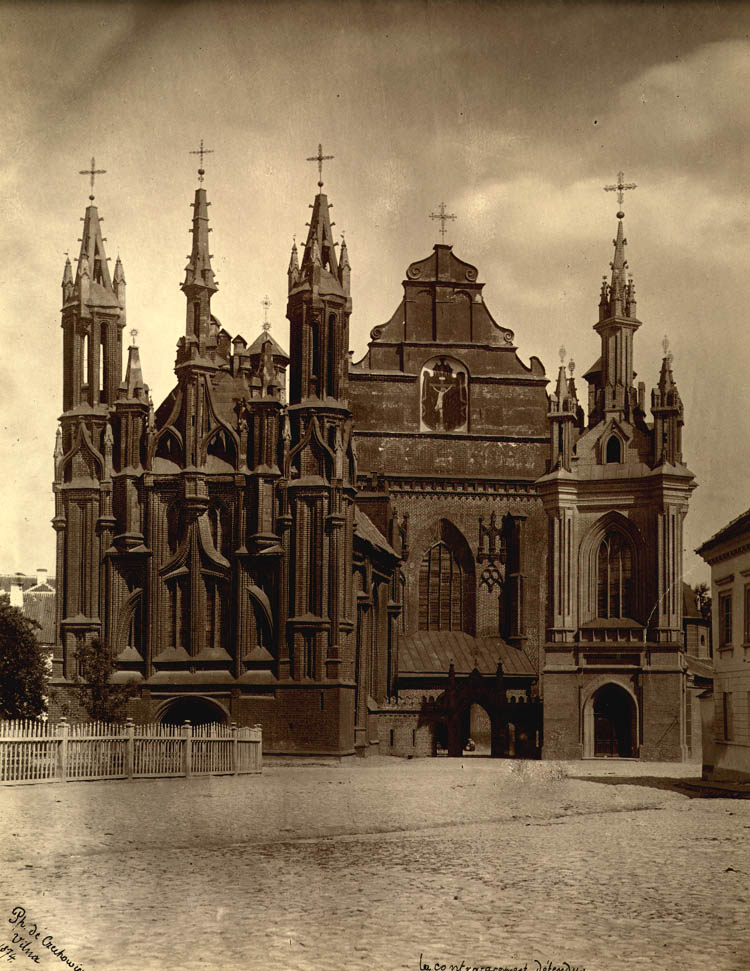
Общий вид в ансамбле с костёлом бернардинцев 1874 год

После пожара 1761 года закоптелые внутренние стены были заштукатурены, а внешние — покрашены в красный цвет. Деревянные кровельные перекрытия были заменены каменными сводами. Наружный облик храма сохранялся при более поздних ремонтах после восстания 1794 года, войны 1812 года, реставрациях в 1871, 1902—1909 и 1971 годов.
По распространённой легенде, в 1812 году Наполеон восхищался изяществом церкви и жалел о том, что не может её перенести в Париж . При этом храм использовался французской кавалерией; французы сожгли всю его деревянную утварь.
В 1848—1859 годах храм реставрировался. На внешнем покрытии храма была создана имитация красного кирпича. В мае 1867 года от пожара особенно пострадали крыша, окна и двери. При прокладке улицы в 1872 году была снесена заложенная на средства супругов Милкевичей в 1746 году прежняя колокольня, перестроенная в 1802 году Михалом Шульцем. Рядом была построена новая, имитирующая готику колокольня по проекту архитектора Н. М. Чагина, сохранившаяся до наших дней.
Чтоб заживить на сердце раны,

Чтоб освежить усталый ум,

Придите в Вильну к храму Анны,

Там исчезает горечь дум.
Изломом строгим в небе ясном

Встаёт, как вырезной, колосс.

О, как легко в порыве страстном

Он башенки свои вознёс.
А острия их так высоко,

Так тонко в глубь небес идут,

Что миг один, и — видит око —

Они средь сини ввысь плывут.
Как будто с грубою землёю

Простясь, чтоб в небе потонуть,

Храм стройный лёгкою стопою

В лазури пролагает путь.
Глядишь — и тихнут сердца раны,

Нисходит мир в усталый ум.

Придите в Вильну к храму Анны!

Там исчезает горечь дум.
В 1902—1909 годах из-за угрозы обрушения костёл вновь реставрировался. Варшавский реставратор Й. П. Дзеконский укрепил основания, дренировал и осушил территорию, стены укрепил металлическими конструкциями, заново перестроил своды, восстановил раскрошившийся кирпич, счистил внешний слой штукатурки. На этот раз была использована красная глина. После Второй мировой войны костёл не был закрыт.
Ремонт храма был проведён в 1969—1972 годах под руководством литовских архитекторов Й. Барткунаса и Н. Киткаускаса. Были отреставрированы костёльные башни, к тому времени сильно разрушенные. В апреле 2008 года обзор части храма был закрыт оградительными лесами для безопасности прохожих и туристов, так как из-за вибрации, вызываемой транспортным потоком по улице Майронё, образовались трещины в стене здания и начали выпадать кирпичи.

## Архитектура
В архитектурном отношении храм Святой Анны представляет собой произведение позднего готического стиля, широко распространившегося во Франции и Нидерландах в XV веке. Здание небольших размеров, удлинённой прямоугольной формы, длиной 22 м и шириной 10 м. Боковые стены тонкие, с четырьмя парами стрельчатых окон; между ними выступают с внутренней и наружной стороны столбы. Они выполняют функцию контрфорсов, несущих тяжесть сводов.
В стенах пресбитерия с гранёной апсидой они превращаются в изящные декоративные башенки-пинакли, расположенные полукругом у крыши апсиды.
Самым ценным элементом храма считается главный фасад, «не имеющий себе равных не только в литовской, но и во всей восточноевропейской кирпичной готической архитектуре». Композицию фронтона называют величайшим шедевром архитектуры. Он отличается необыкновенной пластикой, разнообразием и декоративностью его линий и форм. Правильная симметричная композиция фасада образована тремя грациозными башнями изящной формы и одинаковой высоты, с подчёркнутой средней частью.
От цокольной части с тремя арками входа верхняя часть фасада отделена карнизом. Портал контрастирует с декоративной основной частью фасада, у которой нет ни одной плоской поверхности. От карниза поднимаются вертикали прямоугольников центральной части фасада, украшенные верёвочным орнаментом. Высокие узкие окна пересекаются большой выгнутой килевидной аркой, связывающей все элементы. Над ней устремляется ввысь средняя башенка фасада.
Между средней и более массивными боковыми башнями выдаются опирающиеся на верхние рёбра малых прямоугольников треугольники застеклённых эркеров с небольшими башенками и венчающими их пинаклями. Стрельчатые арки башенок повторяют мотив большой арки. Завершается ажурный фасад островерхими восьмигранными башнями, завершающимися столбиками с пинаклями. Острия башен и пинаклей декорированы коваными флюгерами, солнцами, крестами.
По мнению искусствоведа Владаса Дремы, в композиции фасада отчётливо читается древний государственный символ Литвы — столпы Гедимина, трём вершинам которых соответствуют три башни фасада 
В строительстве храма был использован жёлтый фасонный кирпич, тщательно обожжённый, устойчивый к сырости и колебаниям температур, 33 различных форм. После пожара 1761 года закоптелые внешние стены были покрашены в красный цвет.

## Интерьер
Интерьер храма не представляет особого интереса. Его пространство состоит из одного нефа высотой 12,7 м, отделённого от пресбитерия высокой острой готической аркой. В плане длина нефа 19 м, ширина 8,7 м, высота составляет 12,7 м; своды украшают нервюры, плоские стены оживляют контрфорсы. В северной части здания находятся ризница и галерея, возведённые в 1613 году. Они соединяют костёлы Святой Анны и бернардинцев.

## Колокольня

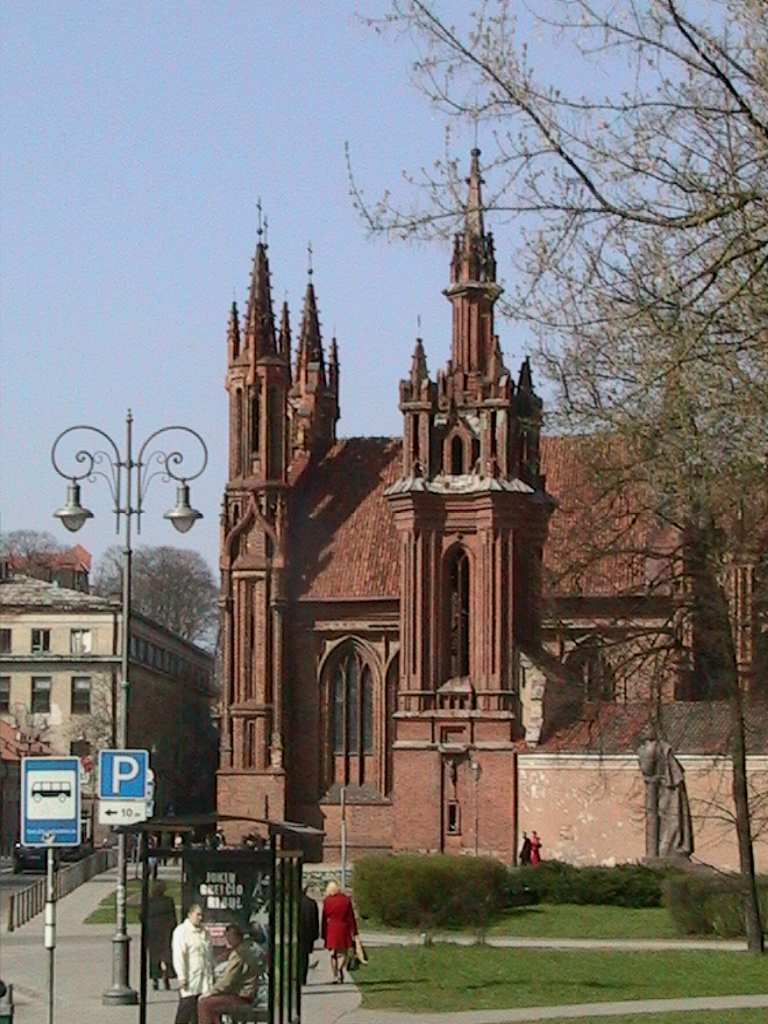
Колокольня

Справа находится неоготическая колокольня, построенная в 1873, по другим сведениям в 1874 году по проекту архитектора Н. М. Чагина. Оценки колокольни как неудачной имитации обычно невысокие. За колокольней находится двухэтажная барочная часовня «Ступеней Христовых» (1617; отстроена в 1820 году), в плане четырёхугольная, относящаяся уже к ансамблю костёла и монастыря бернардинцев. Около 1752 года она была расширена; были достроены одна внутренняя лестница, сени, интерьер был украшен росписью в стиле барокко.

## Службы
Костёл открыт в мае—сентябре ежедневно, кроме понедельника, с 10:00 до 18:00 часов, в октябре—апреле храм открывается за полчаса до мессы. Службы на литовском языке по понедельникам — субботам в 17:30, по воскресеньям и праздничным дням в 9:00 и 11:00.

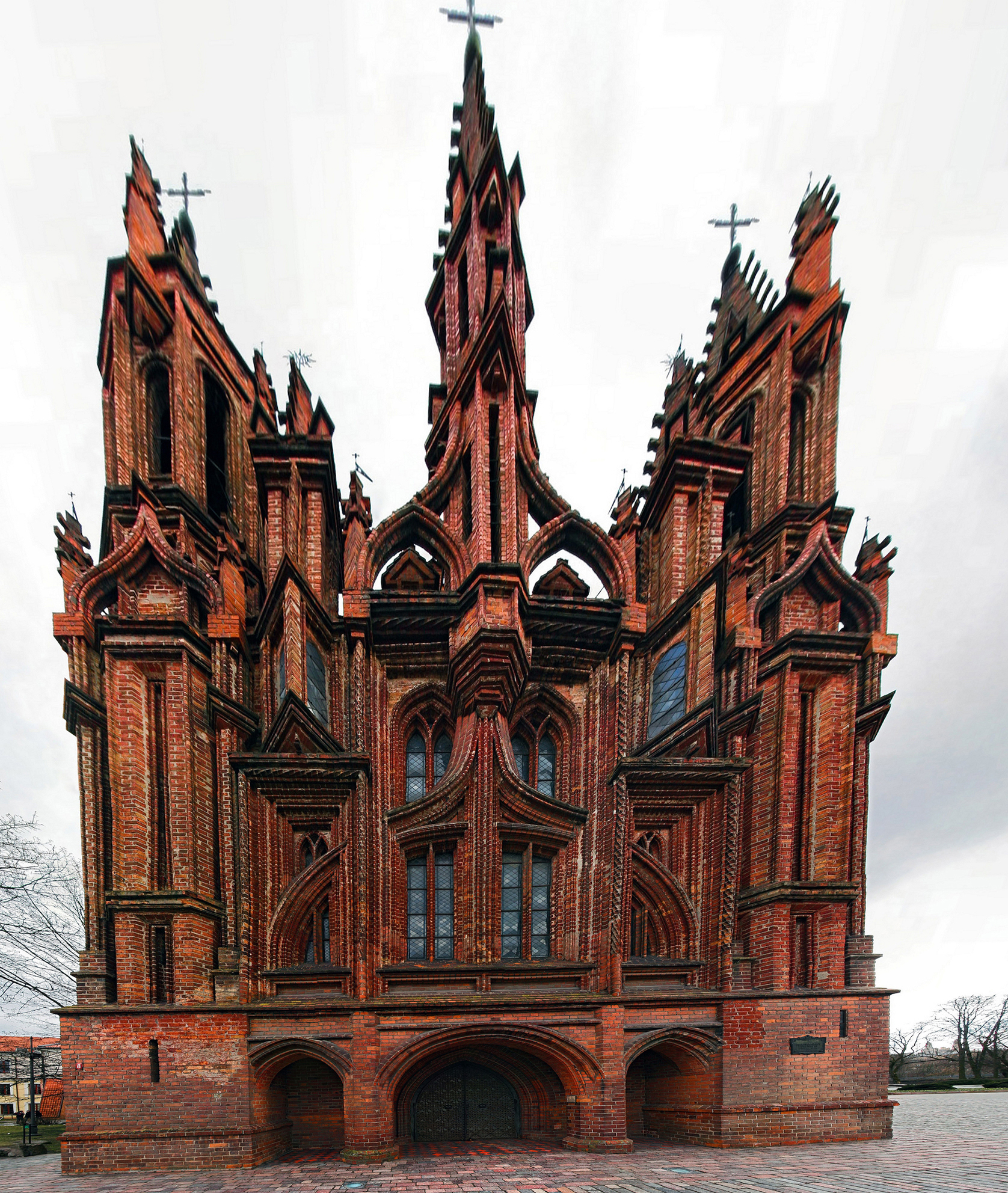
Фасад
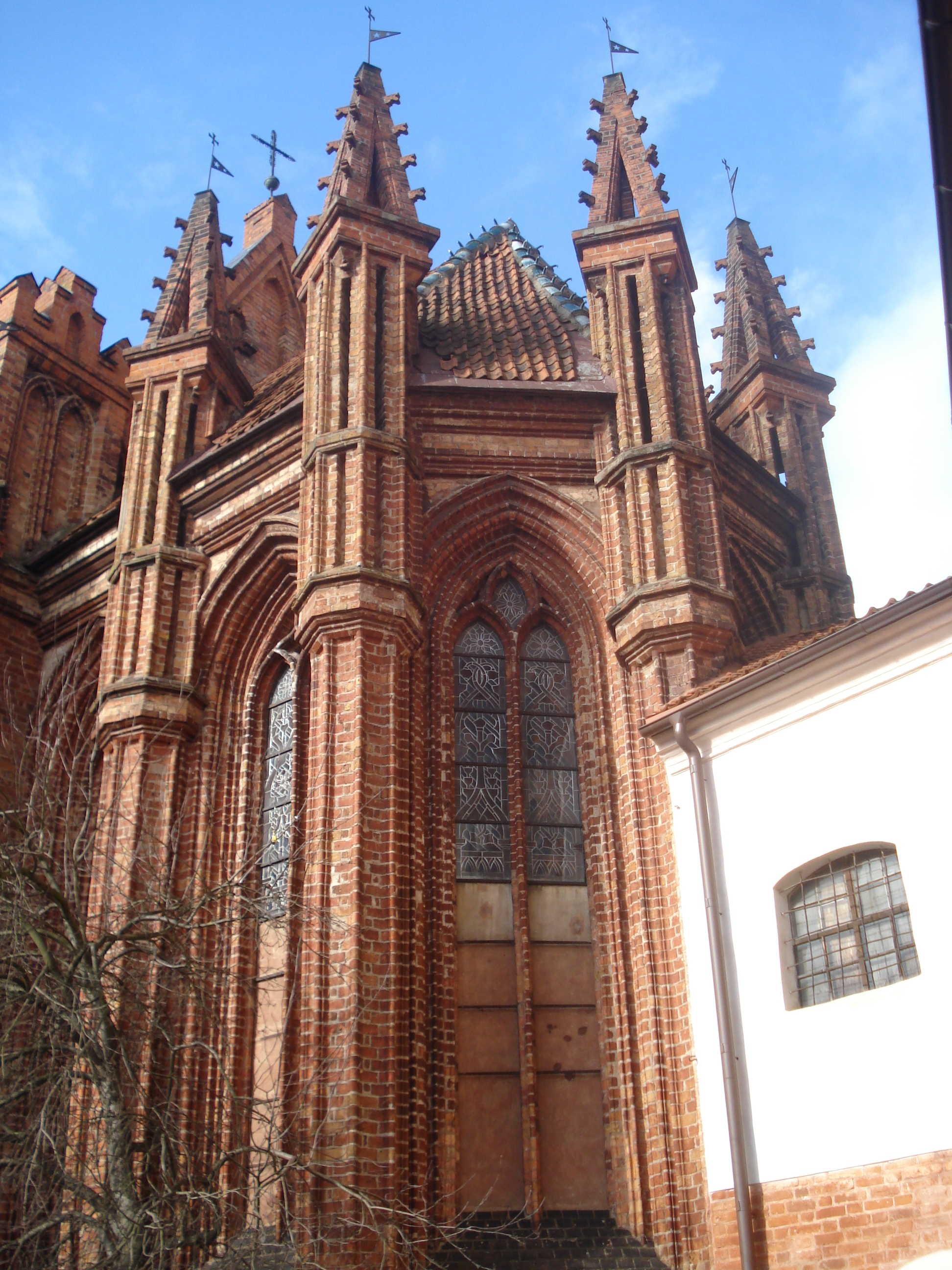
Апсида
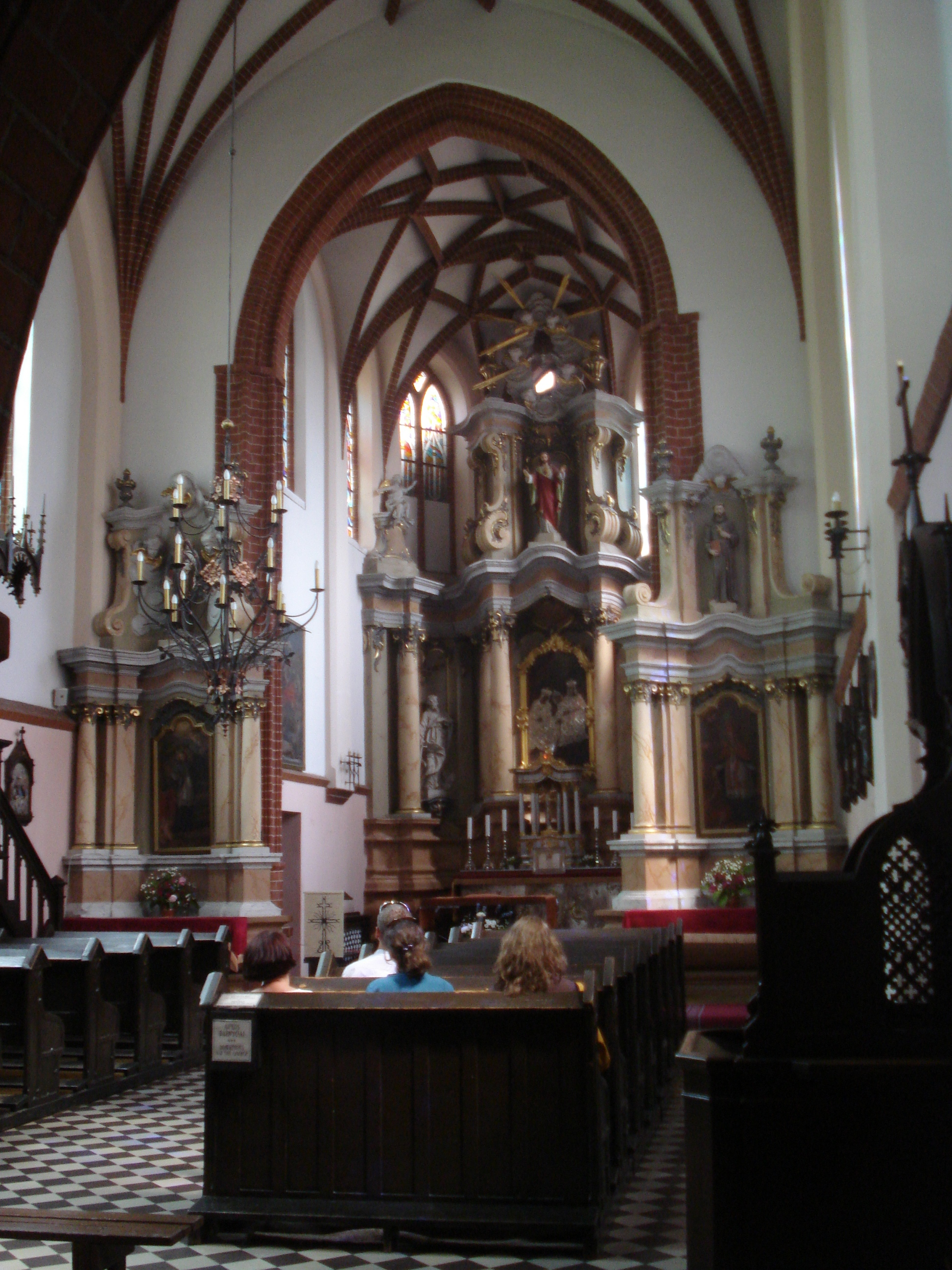
Интерьер